# Tore Blom
Teodor Blom, detto Tore (Lilla Edet, 23 aprile 1880 – Bromma, 24 settembre 1961), è stato un altista e lunghista svedese.
Partecipò ai Giochi della II Olimpiade che si svolsero a Parigi nel 1900. Prese parte alle gare di salto in lungo e salto in alto; nella prima gara giunse undicesimo mentre nella seconda arrivò ottavo.